# Phacaspis ornata
Phacaspis ornata är en tvåvingeart som beskrevs av Henk J.G. Meuffels och Patrick Grootaert 1988. Phacaspis ornata ingår i släktet Phacaspis och familjen styltflugor. Inga underarter finns listade i Catalogue of Life.